# Yinwang
Shenzhen Yinwang Intelligent Technology Co., Ltd. (кит. 深圳引望智能技术有限公司) — подразделение компании Huawei, специализирующееся на поставке запчастей, аппаратных и программных решений для автопроизводителей. Ранее компания была известна как Huawei Intelligent Automotive Solution (HIAS, кит. 华为智能汽车解决方案) — автомобильное подразделение Huawei.

## История
В апреле 2019 года на Шанхайском автосалоне компания Huawei официально объявила о создании бизнес-подразделения Huawei Intelligent Automotive Solution для автомобильной промышленности. По словам Huawei, целью создания бизнес-подразделения является продажа автозапчастей и технических решений производителям автомобилей.
В январе 2024 года компания Huawei решила управлять бизнес-подразделением самостоятельно и учредила дочернюю компанию Shenzhen Yinwang Intelligent Technology Co., Ltd с уставным капиталом в 1 миллиард юаней.
В апреле 2024 года во время мероприятия в преддверии автосалона в Пекине Цзинь Юйчжи, генеральный директор бизнес-подразделения Huawei Intelligent Automotive Solution (IAS), объявил о своем первом бренде Qiankun (乾崑), который предоставит автопроизводителям системы автономного вождения, включающие в себя шасси, аудиосистему и сиденье водителя.
В августе 2024 года Avatr Technology и Seres Group объявили, что инвестируют в дочернюю компанию Huawei «Yinwang» (Shenzhen Yinwang Intelligent Technology Co., Ltd.), на долю которой приходится 10% акций соответственно, по цене 11,5 млрд юаней. С объявлением о сделке рыночная оценка Yinwang достигла 115 миллиардов юаней.

#### Aito

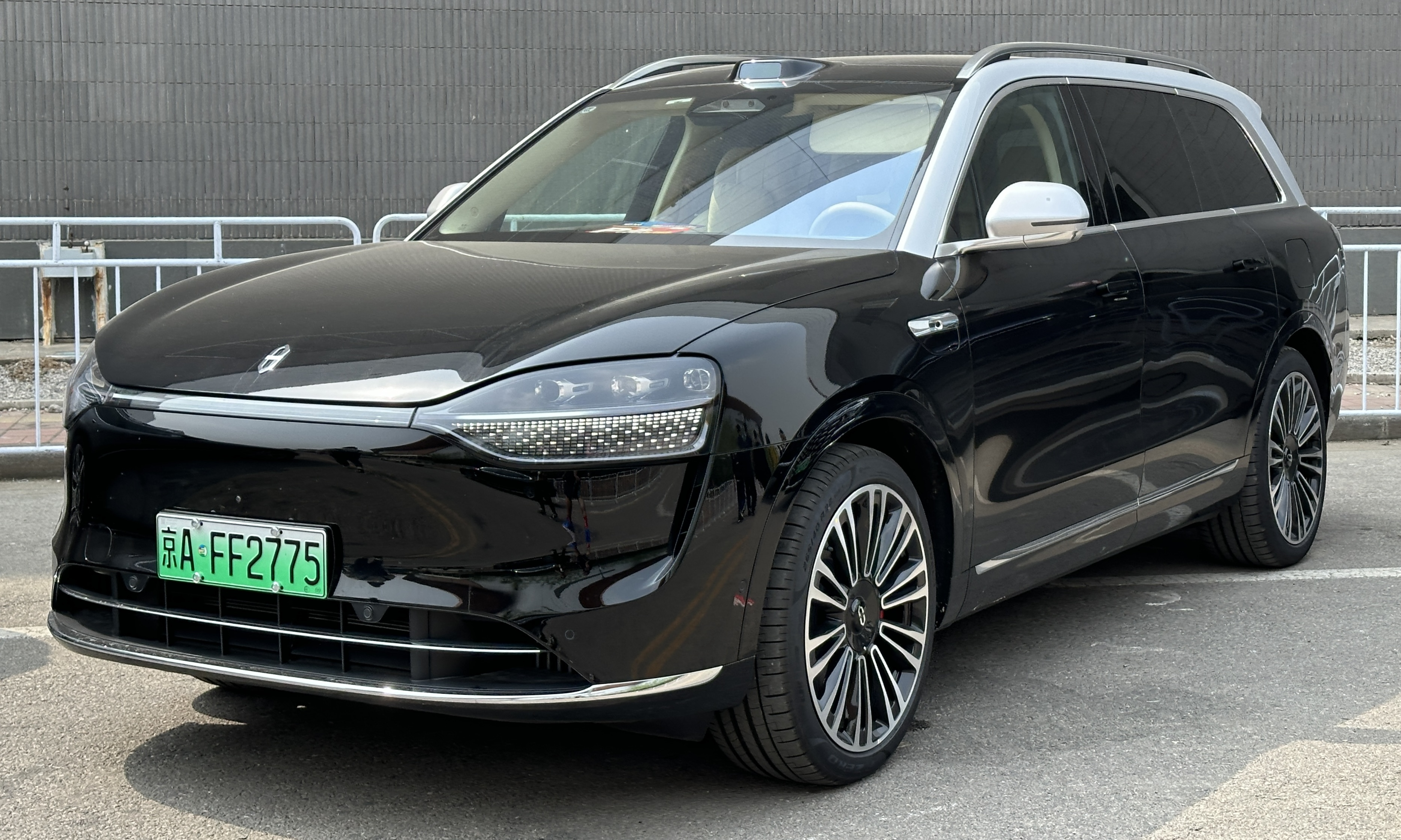
Aito M9

## Модельный ряд

### Tier 1 — Harmony Intelligent Mobility Alliance (HIMA)

#### Aito[9]
- Aito M5
- Aito M7
- Aito M9
- Aito M8

- Aito M9

#### Stelato

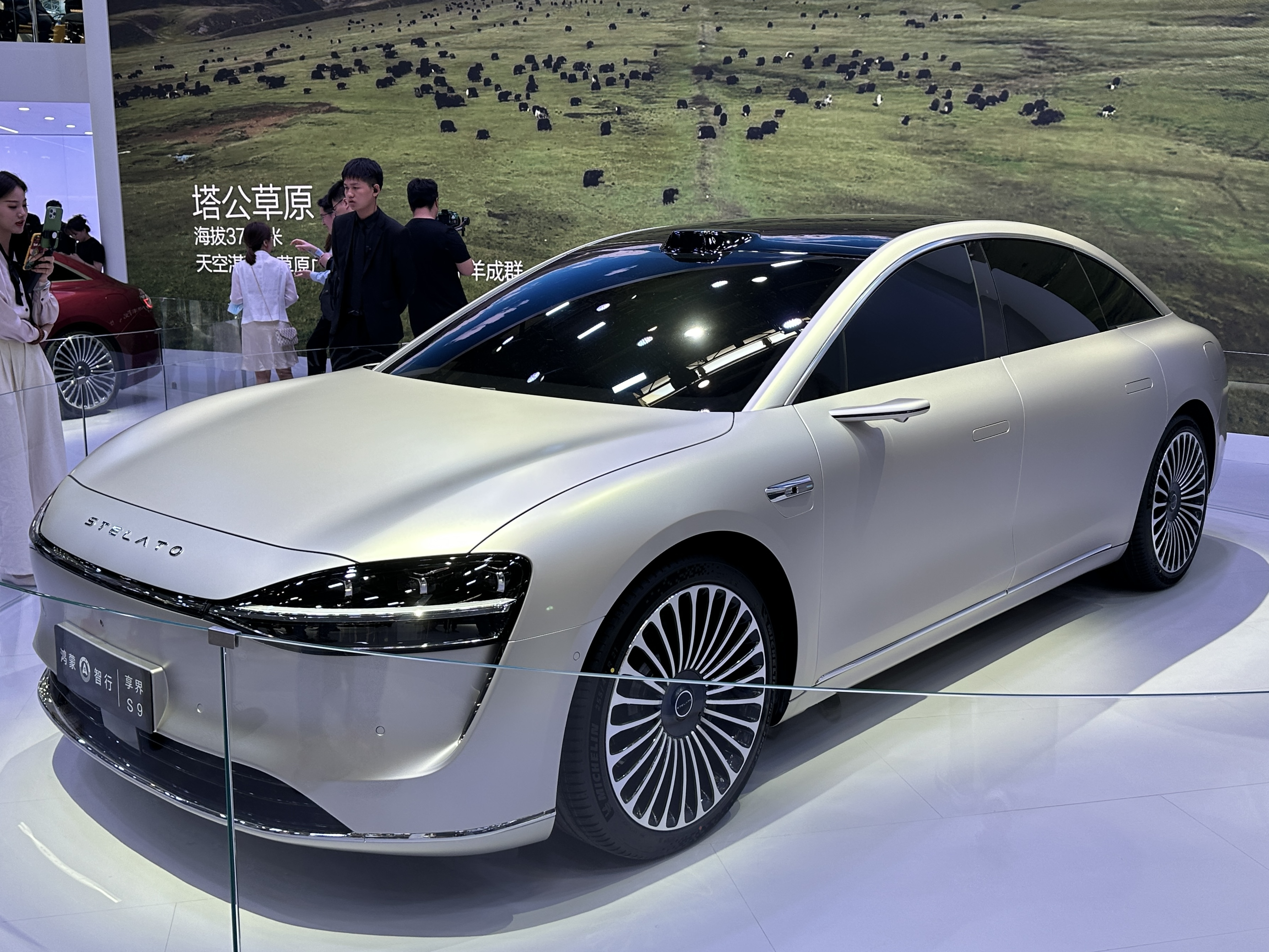
Stelato S9

- Stelato S9

#### Luxeed
- Luxeed S7[10]
- Luxeed R7

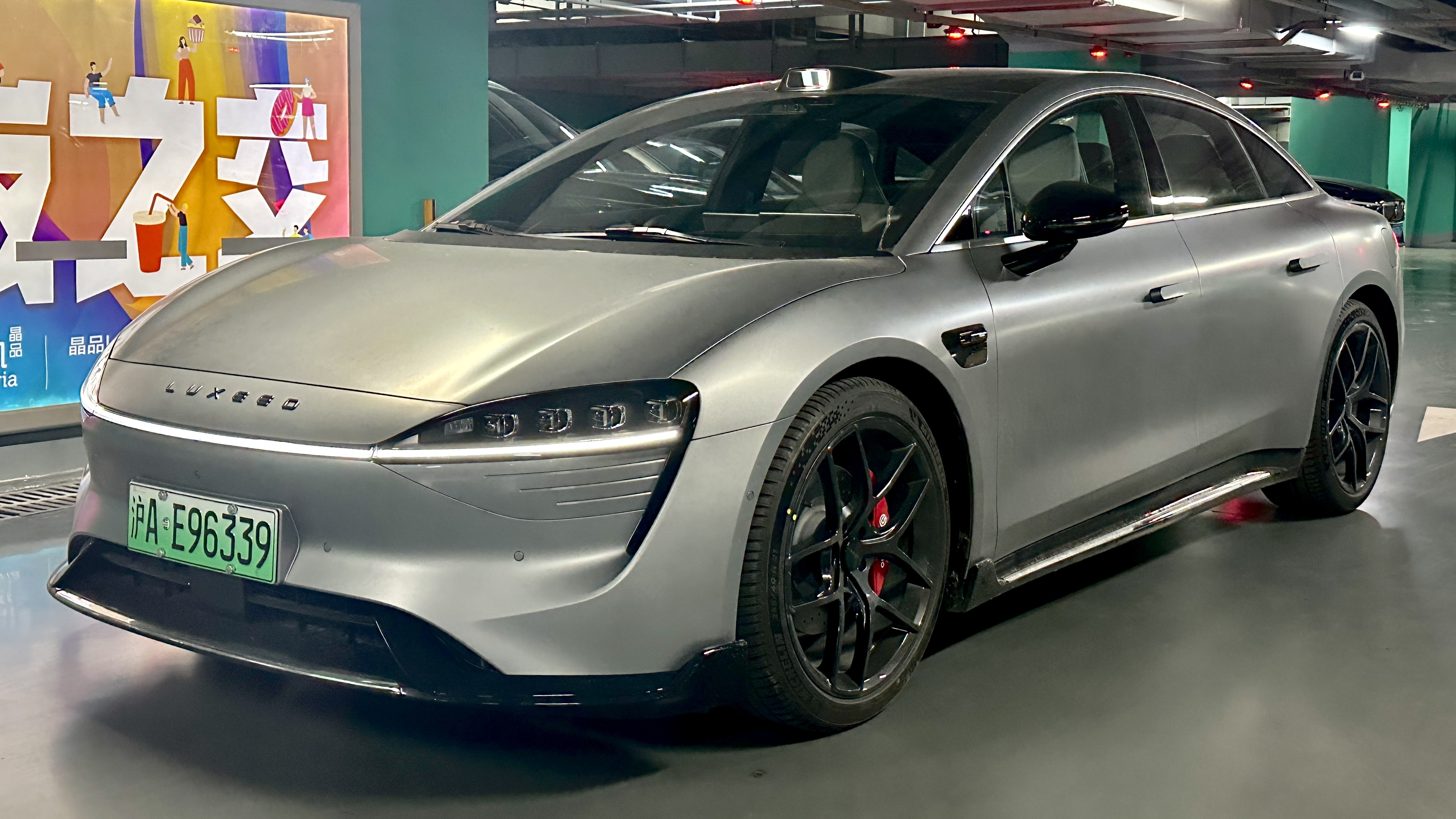
Luxeed S7

#### Maextro
- Maextro S800

### Tier 2 — Huawei Inside Plus (HI Plus)[11][12]

#### Avatr Technology

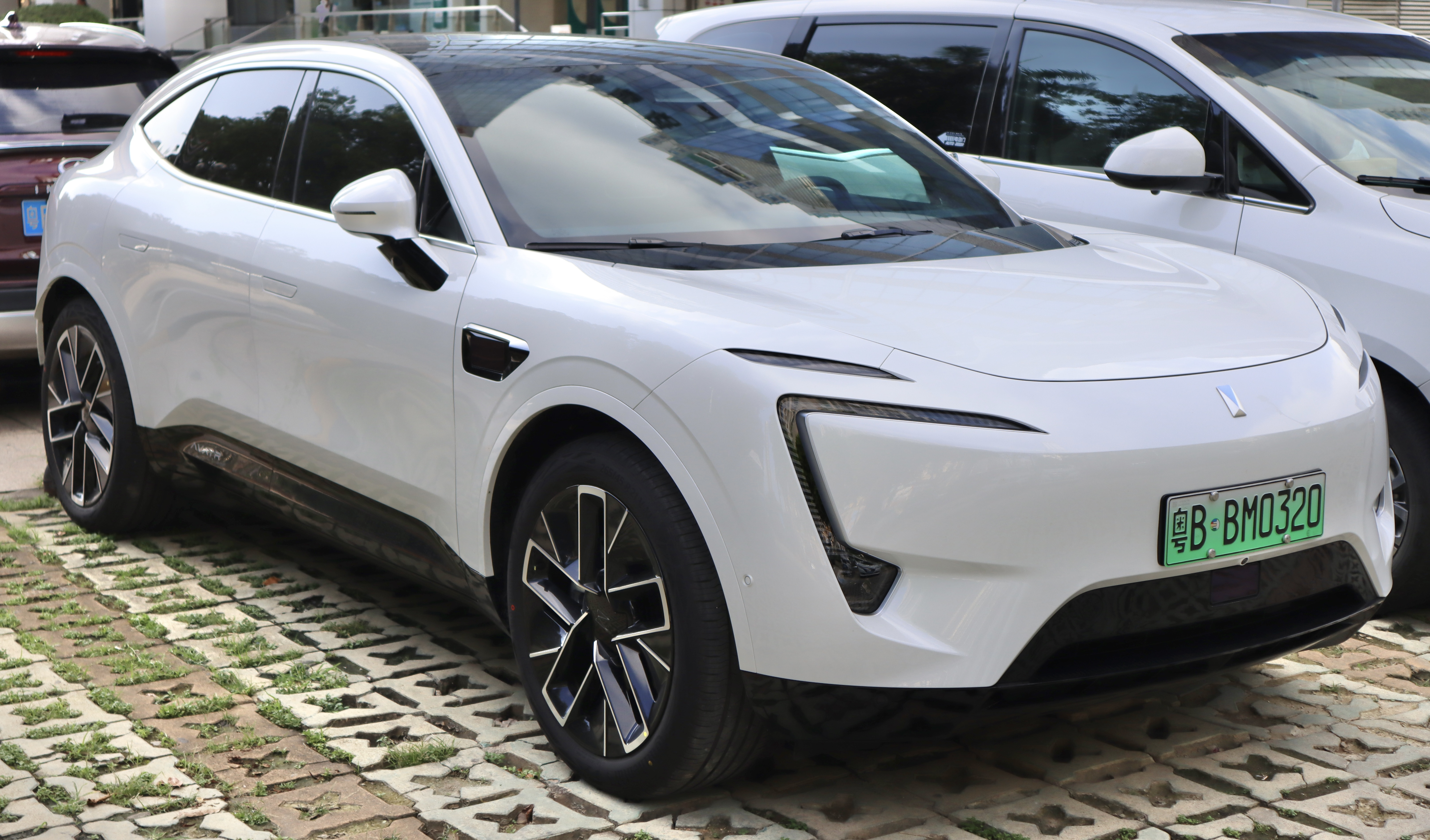
Avatr 11
- Avatr 12
- Avatr 07

- Avatr 11

#### Voyah
- Voyah Zhiyin
- Voyah Dreamer[13]

#### M-Hero
- M-Hero 917

### Tier 2 — Huawei Inside (HI)[14]

#### Arcfox
- Arcfox αS

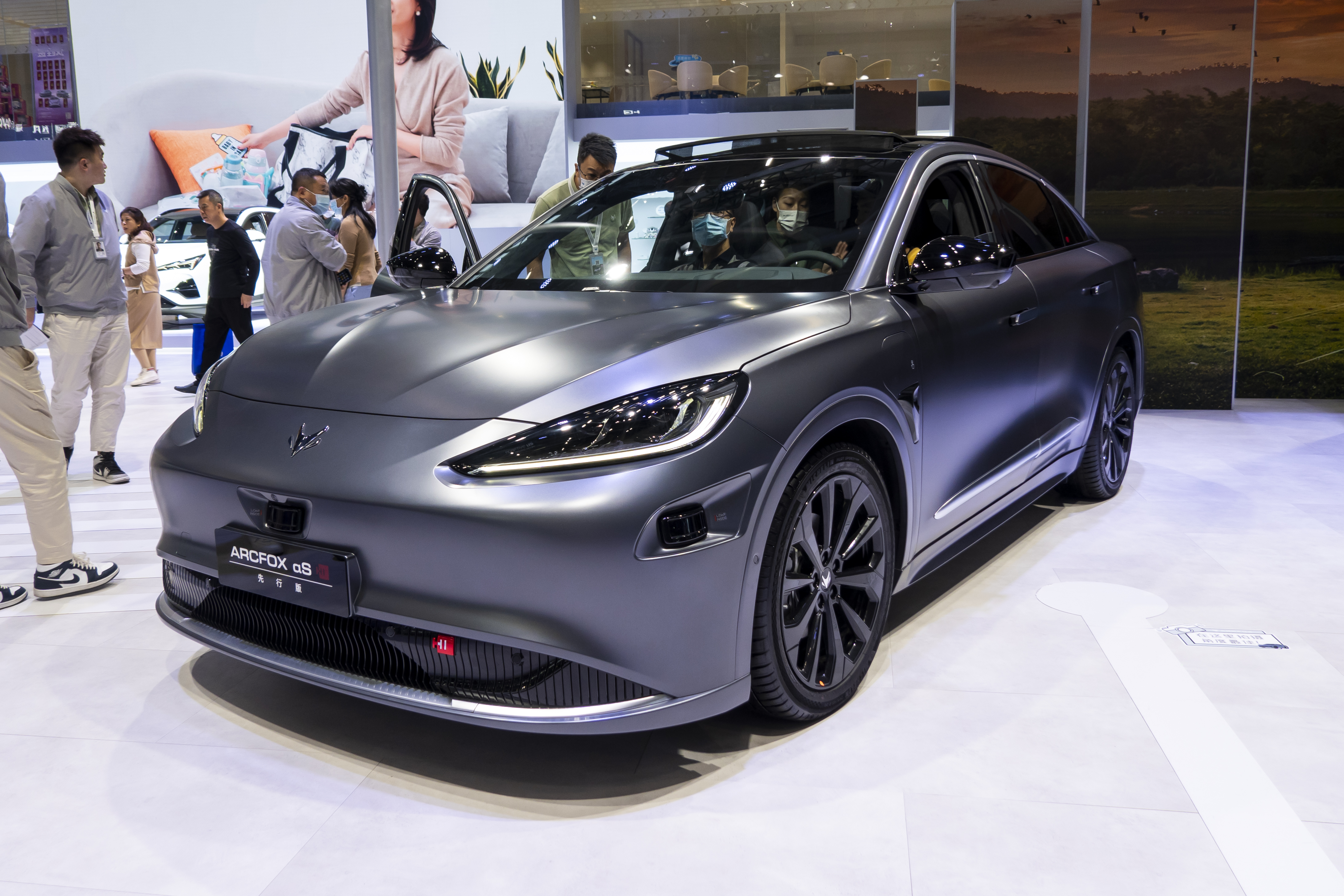
Arcfox αS HI

#### Deepal
- Deepal S07[17]
- Deepal L07

### Tier 3 — Standardized parts/solution supply

#### Trumpchi
- Trumpchi M8[18]

#### Audi
- Audi A5
- Audi Q6 e-tron

#### Fangchengbao
- Bao 8[19]

## Технические решения
- Qiankun Smart Driving (乾崑智驾)
- Harmony Cockpit (鸿蒙座舱)
- Qiankun Auto Lighting (乾崑车载光)
- Qiankun Vehicle Control (乾崑车控)
- Qiankun Vehicle Cloud Service (乾崑车云)[20]